# Криница (приток Чёрной Калитвы)
Криница — река в России, протекает по Воронежской области. Правый приток Чёрной Калитвы.

## География
Река берёт начало неподалёку от села Криничное. Течёт на север по открытой местности. Устье реки находится ниже хутора Голубая Криница в 12 км по правому берегу реки Чёрная Калитва. Длина реки составляет 20 км, площадь водосборного бассейна — 373 км².

## Данные водного реестра
По данным государственного водного реестра России относится к Донскому бассейновому округу, водохозяйственный участок реки — Дон от города Павловск и до устья реки Хопёр, без реки Подгорная, речной подбассейн реки — бассейны притоков Дона до впадения Хопра. Речной бассейн реки — Дон (российская часть бассейна).
Код объекта в государственном водном реестре — 05010101212107000004553.